# Мансини
Алесса́ндро Файо́лье Аманти́но (порт.-браз. Alessandro Faiolhe Amantino; род. 1 августа 1980, Белу-Оризонти), более известный как Манси́ни (порт.-браз. Mancini) — бразильский футболист, атакующий полузащитник; тренер.

## Карьера футболиста

### Начало карьеры
Начинал игровую карьеру на родине, в клубе «Атлетико Минейро», где выступал на позиции защитника. Во время выступлений за этот клуб он дважды отдавался в аренду — в «Португезу» и «Сан-Каэтано».

### «Венеция»
В 2002 году Мансини был замечен спортивным директором итальянской «Ромы» Франко Бальдини. После этого он подписал контракт с «Ромой» и сразу же был отправлен в аренду, в клуб «Венеция», выступавший тогда в Серии B. В аренде Мансини старался адаптироваться к итальянскому футболу и был раскритикован тренером «Венеции» Джанфранко Беллотто за свои ошибки в игре, которые в Италии считаются довольно грубыми. В составе «Венеции» сыграл 13 матчей.

### «Рома»
Он вернулся в «Рому», в то время как его соотечественник Кафу перешёл из «Ромы» в итальянский «Милан». Поэтому на тот момент «Рома» нуждалась в игроке такого плана как Мансини, но, ввиду его малого опыта выступлений в Италии, многие болельщики «Ромы» скептически относились к нему. Однако главный тренер «Ромы» Фабио Капелло дал Мансини возможность проявить себя. Мансини провёл в «Роме» около пяти лет, будучи игроком основного состава. Многим болельщикам бразилец запомнился своими финтами и умением забивать красивейшие голы, прежде всего — решающие голы в ворота «Лацио» и лионского «Олимпика». В первом случае в концовке первого для себя римского дерби 9 ноября 2003 года (2:0), находясь спиной к воротам, Мансини после навеса со штрафного Антонио Кассано в прыжке нанёс удар пяткой по летящему мячу и послал его впритирку со штангой, в результате чего и получил своё прозвище. В игре же с «Лионом» на «Стад Жерлан» (0:2) в 1/8 финала Лиги чемпионов 2006/07 Мансини четыре раза быстро переступил через мяч ложными движениями и, запутав Антони Ревейера, сделал рывок влево. После этого бразильский хавбек нанёс разящий выстрел в ближнюю «девятку», благодаря чему римляне выбили из борьбы французский клуб.
Всего за «Рому» бразилец провёл 222 игры и забил 59 мячей.

### «Интернационале»

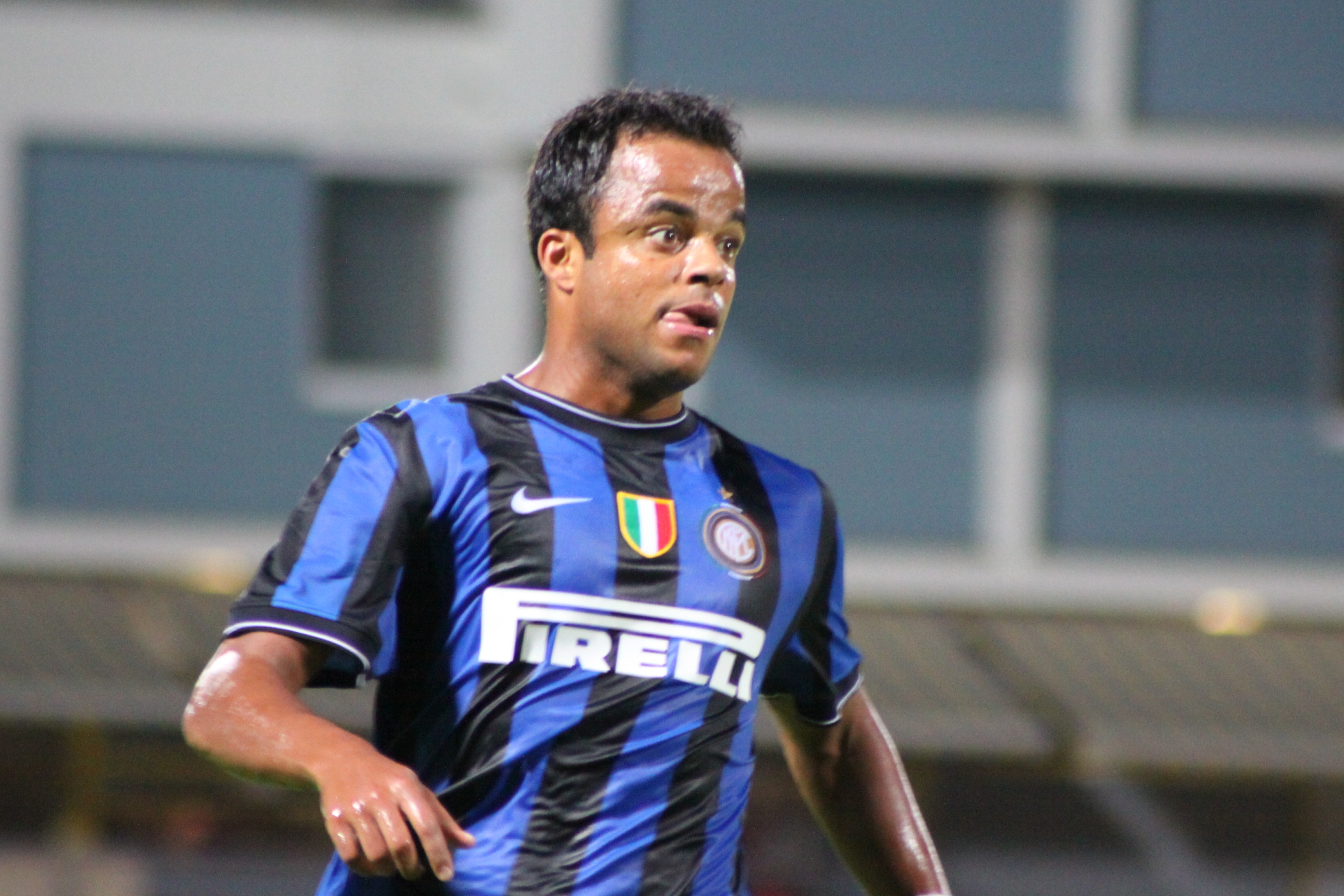
Мансини в составе «Интера»

15 июля 2008 года Мансини перешёл в «Интер», подписав четырёхлетний контракт. Бразилец обошёлся миланцам примерно в 12,5 млн евро. Однако после ряда дебютных игр в стартовом составе «Интера» Мансини затем резко выпал из «основы», с 2009 по 2011 год появляясь на поле лишь эпизодически, иногда даже не попадая в заявку на игру.

### «Милан»
1 февраля 2010 года Мансини на правах аренды перешёл в «Милан».

### «Атлетико Минейро»
5 января 2011 года президент «Атлетико Минейро» Алешандре Калил в своём твиттере объявил о возвращении Мансини в родной клуб после девяти лет выступлений в Европе. Игрок расторг контракт с итальянским «Интером» по обоюдному согласию и подписал трёхлетнее соглашение с клубом из Белу-Оризонти.
После возвращения из аренды в «Баие» Мансини не получил шансов проявить себя, не появлявшись на поле в начале сезона 2013 года. В апреле 2013 года стало известно о досрочном расторжении контракта с игроком.

### «Баия»
21 июня 2012 года игрок перешёл в «Баию» на правах аренды до конца сезона 2012.

### «Вила-Нова»
В ноябре 2013 года Мансини подписал контракт с бразильским клубом «Вила-Нова», выступавшим в Серии D и чемпионате штата Минас-Жерайс.

### «Америка Минейро»
В апреле 2014 года Мансини перешёл в другой клуб из штата Минас-Жерайс «Америка Минейро», выступающий в Серии B. Переквалифицировавшись в мейю (плеймейкера), он едва не вышел со своим новым клубом в Серию А. Этому помешал штраф в виде снятия 6 очков с «Америки».
В начале 2015 года Мансини получил капитанскую повязку и являлся одним из ведущих игроков клуба. Во втором сезоне с «Америкой» Мансини с шестью забитыми мячами вновь стал третьим бомбардиром команды и помог ей вернуться в Серию A.

### «Баия»
7 января 2016 года игрок вернулся в клуб Серии D «Вила-Нова».

## Судебное разбирательство
28 ноября 2011 года суд Милана признал виновным и осудил полузащитника «Атлетико Минейро» Мансини на 2 года и 8 месяцев тюремного заключения за изнасилование. Инцидент произошёл в 2010 году, когда бразилец выступал за «Милан», будучи арендованным у «Интера». Мансини, в свою очередь, заявил, что он и его семья стали жертвами вымогательства.

## Достижения

### Клубные
«Атлетико Минейро»
- Чемпион Лиги Минейро: 1999, 2000

«Рома»
- Обладатель Кубка Италии: 2006/07, 2007/08
- Обладатель Суперкубка Италии: 2007

«Интер»
- Чемпион Италии: 2008/09
- Обладатель Суперкубка Италии: 2008, 2010

### Национальные
Сборная Бразилии
- Обладатель Кубка Америки: 2004

### Личные
- Обладатель Серебряного мяча: 2002